# Muzeul Comunei Săvârșin
Muzeul Comunei Săvârșin este un muzeu județean din Săvârșin, amplasat în cadrul Căminului Cultural. Colecție de etnografie și de artă populară: costume, țesături, icoane, ceramică.